# Барбиролли, Джон
Сэр Джон Барбиро́лли (англ. John Barbirolli, при рождении Джова́нни Батти́ста Барбиро́лли, итал. Giovanni Battista Barbirolli; 1899―1970) ― британский дирижёр и виолончелист итальянского происхождения.

## Биография
Происходил из семьи итальянских музыкантов, поселившихся в Англии, его мать была француженкой. Учился в Тринити-колледже (1911―1912), затем у Херберта Уоленна в Королевской академии музыки (1912―1917), в 1917 дебютировал как солист-виолончелист. Первый опыт дирижирования приобрёл во время службы в армии (1917―1919), однако, демобилизовавшись, вернулся к исполнительской деятельности: играл в оркестре и выступал как солист, а с 1924 ― также в струнных квартетах. В том же 1924 году Барбиролли организует камерный оркестр и дирижирует им, делает несколько записей. В 1927 он впервые дирижирует Лондонским симфоническим оркестром, заменив Томаса Бичема, а с 1928 по 1933 занимает место приглашённого дирижёра театра «Ковент-Гарден». В эти годы Барбиролли также выступает с Шотландским симфоническим оркестром, Северным филармоническим оркестром Лидса, оркестром Халле в Манчестере и другими коллективами.
К концу 1930-х слава Барбиролли достигает США, и он получает приглашение продирижировать Нью-Йоркским филармоническим оркестром в сезоне 1936―1937. Успешные выступления привели к назначению его на пост главного дирижёра этого коллектива после ухода Артуро Тосканини в 1939. В 1942, в разгар войны, Барбиролли прибыл в Великобританию с целью провести серию концертов с крупнейшими британскими оркестрами. На короткое время он возвращается в Нью-Йорк, но вскоре покидает его и вновь приезжает в Великобританию, где возрождает оркестр Халле и становится его главным дирижёром (до 1970). В 1961―1967 Барбиролли ― главный дирижёр Хьюстонского симфонического оркестра, с 1961 он также сотрудничал с Берлинской филармонией. В последние годы жизни, несмотря на ослабшее здоровье, Барбиролли провёл крупные концертные туры по Латинской Америке (с оркестром «Филармония»; 1963) и СССР (Симфонический оркестр BBC; 1967). Последний концерт Барбиролли состоялся за несколько дней до его смерти.
В репертуаре Барбиролли были преимущественно сочинения поздних романтиков, и почти не было современной музыки, за исключением произведений Бриттена, чьи Скрипичный концерт и Симфония-реквием под управлением Барбиролли были исполнены впервые. Он также с успехом исполнял музыку Элгара, Делиуса и Воана-Уильямса (последний посвятил Барбиролли свою Восьмую симфонию), Брукнера и Малера. В качестве оперного дирижёра Барбиролли выступал сравнительно редко.
Первые записи Барбиролли (ещё как виолончелиста) относятся к 1911 году, последние ― за несколько месяцев до смерти. Среди его лучших записей ― сочинения Элгара: Виолончельный концерт (с Жаклин Дю Пре), симфонии, оратория «Сновидения Геронтиуса». Барбиролли переложил для струнного оркестра ряд сочинений Пёрселла и других композиторов, а также написал концерты для гобоя с оркестром на темы Корелли и Перголези. Дирижёр награждён Золотой медалью Королевского филармонического общества (1950).
Барбиролли был дважды женат: на певице Марджори Пэрри (в 1932 году) и на гобоистке Эвелин Ротуэлл (в 1939).
Среди осуществлённых записей — произведения Иоганнеса Брамса (все симфонии), Густава Малера, Яна Сибелиуса (все симфонии), Эдварда Элгара и др.

## Признание
По результатам опроса, проведённого в ноябре 2010 года британским журналом о классической музыке BBC Music Magazine среди ста дирижёров из разных стран, среди которых такие музыканты, как Колин Дэвис (Великобритания), Валерий Гергиев (Россия), Густаво Дудамель (Венесуэла), Марис Янсонс (Латвия), Джон Барбиролли занял двенадцатое место в списке из двадцати наиболее выдающихся дирижёров всех времён. Введён в Зал славы журнала Gramophone.